# Тонкино (Кировская область)
Тонкино — железнодорожная станция в Омутнинском районе Кировской области. Входит в состав Белореченского сельского поселения.

## География
Населённый пункт находится у железнодорожной линии Яр — Верхнекамская, на расстоянии примерно 20 км к северу от города Омутнинск, административного центра района.

### Часовой пояс
Железнодорожная станция Тонкино, как и вся Кировская область, находится в часовой зоне МСК (московское время). Смещение применяемого времени относительно UTC составляет +3:00.

## История
Железнодорожная станция появилась при строительстве железной дороги Яр — Фосфоритная как разъезд № 6. Упоминается с 1939 года.

## Население
| 2010 |
| ---- |
| 27   |

### Национальный состав
Согласно результатам переписи 2002 года, в национальной структуре населения русские составляли 87 % из 54 чел.